# 小行星3770
小行星3770（英語：3770 Nizami）是一颗围绕太阳公转的小行星。1974年8月24日，柳德米拉·切爾尼赫在克里米亚发现了此天体。
这颗小行星的绝对星等为20.87315421202795等。